# Gabriel Rukavina
Gabriel Rukavina (Zagabria, 16 gennaio 2004) è un calciatore croato, attaccante del Rijeka.

## Biografia
È figlio dell'ex calciatore Tomislav Rukavina.

## Carriera

### Club
Rukavina è cresciuto nel settore giovanile della Dinamo Zagabria e nel 2021 è stato assegnato alla squadra B, con cui ha giocato il suo primo incontro professionistioco il 20 agosto contro l'Osijek II. Il 10 settembre seguente ha segnato il suo primo gol nel pareggio per 2-2 contro il Croatia Zmijavci.
La stagione successiva è stato promosso in prima squadra, con cui ha debuttato il 19 febbraio 2023 in Hrvatska nogometna liga nell'incontro vinto 3-1 contro il Varaždin. Il 9 febbraio 2024 è stato ceduto in prestito all'HNK Gorica per giocare con maggior continuità.
Il 16 luglio seguente è stato acquistato a titolo definitivo dal Rijeka.

### Nazionale
Ha giocato nelle nazionali giovanili croate Under-16, Under-17, Under-18 ed Under-19.

## Statistiche

### Presenze e reti nei club
Statistiche aggiornate al 27 ottobre 2024
| Stagione        | Squadra            | Campionato      | Campionato | Campionato | Coppe nazionali | Coppe nazionali | Coppe nazionali | Coppe continentali | Coppe continentali | Coppe continentali | Altre coppe | Altre coppe | Altre coppe | Totale | Totale | Totale |
| Stagione        | Squadra            | Comp            | Pres       | Reti       | Comp            | Pres            | Reti            | Comp               | Pres               | Reti               | Comp        | Pres        | Reti        | Pres   | Reti   |        |
| --------------- | ------------------ | --------------- | ---------- | ---------- | --------------- | --------------- | --------------- | ------------------ | ------------------ | ------------------ | ----------- | ----------- | ----------- | ------ | ------ | ------ |
| 2021-2022       | Dinamo Zagabria II | 2.HNL           | 27         | 4          | -               | -               | -               | -                  | -                  | -                  | -           | -           | -           | 27     | 4      |        |
| 2022-2023       | Dinamo Zagabria    | HNL             | 6          | 0          | CC              | 0               | 0               | UCL                | 0                  | 0                  | -           | -           | -           | 6      | 0      |        |
| 2023-gen. 2024  | Dinamo Zagabria    | HNL             | 2          | 0          | CC              | 1               | 0               | UCL+UEL+UECL       | 0+0+2              | 0                  | SC          | 0           | 0           | 5      | 0      |        |
| gen.-giu. 2024  | HNK Gorica         | HNL             | 15         | 2          | CC              | 1               | 0               | -                  | -                  | -                  | -           | -           | -           | 16     | 2      |        |
| 2024-2025       | Rijeka             | HNL             | 10         | 1          | CC              | 2               | 0               | UEL+UCL            | 2+1                | 0                  | -           | -           | -           | 15     | 1      |        |
| Totale carriera | Totale carriera    | Totale carriera | 60         | 7          |                 | 4               | 0               |                    | 5                  | 0                  |             | 0           | 0           | 69     | 7      |        |

## Palmarès

### Club

#### Competizioni nazionali
- Campionato croato: 2

Dinamo Zagabria: 2022-2023
Rijeka: 2024-2025
- Coppa di Croazia: 1

Rijeka: 2024-2025